# Antihéroe
Un antihéroe es un personaje de ficción cuyas características son contrarias o que no corresponden a las del héroe tradicional, ya que los antihéroes son imperfectos y poseen los defectos de la gente común. Un antihéroe, en las obras literarias o narrativas actuales, generalmente realizará actos que son juzgados como «heroicos», pero lo hará con métodos, intenciones o motivos que no lo son. 

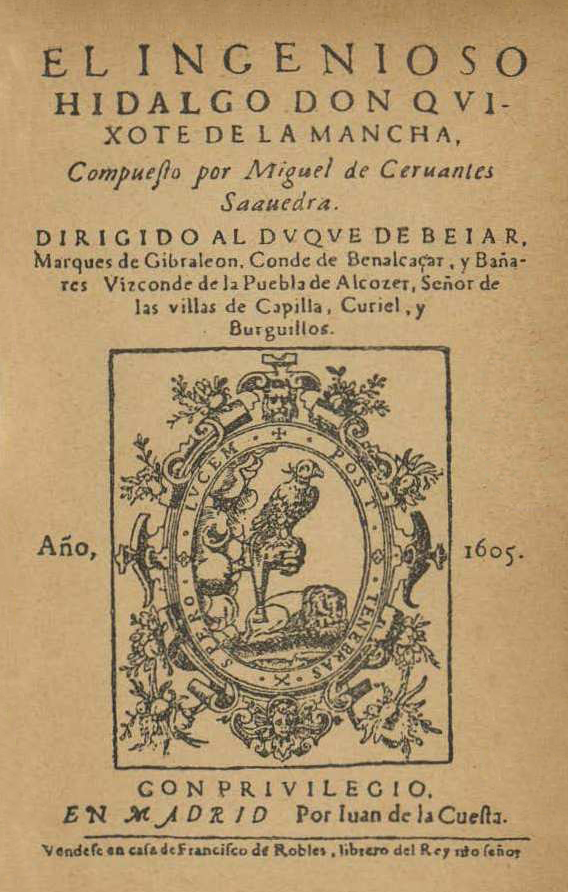
Don Quijote fue una de las primeras novelas protagonizadas por un antihéroe.

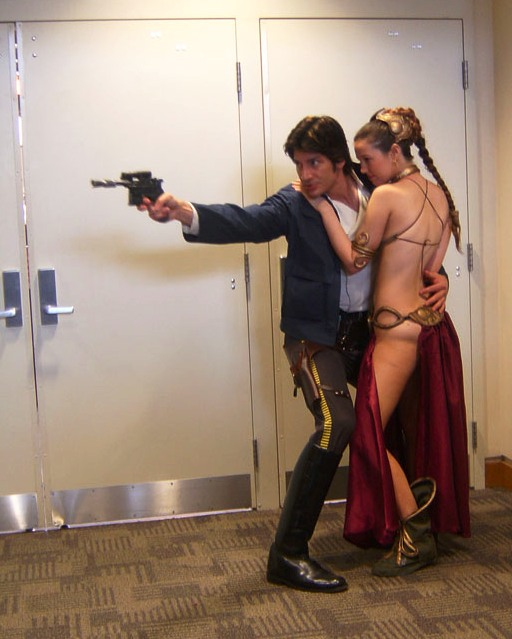
Cosplay de Han Solo de Star Wars, un antihéroe del cine estadounidense.

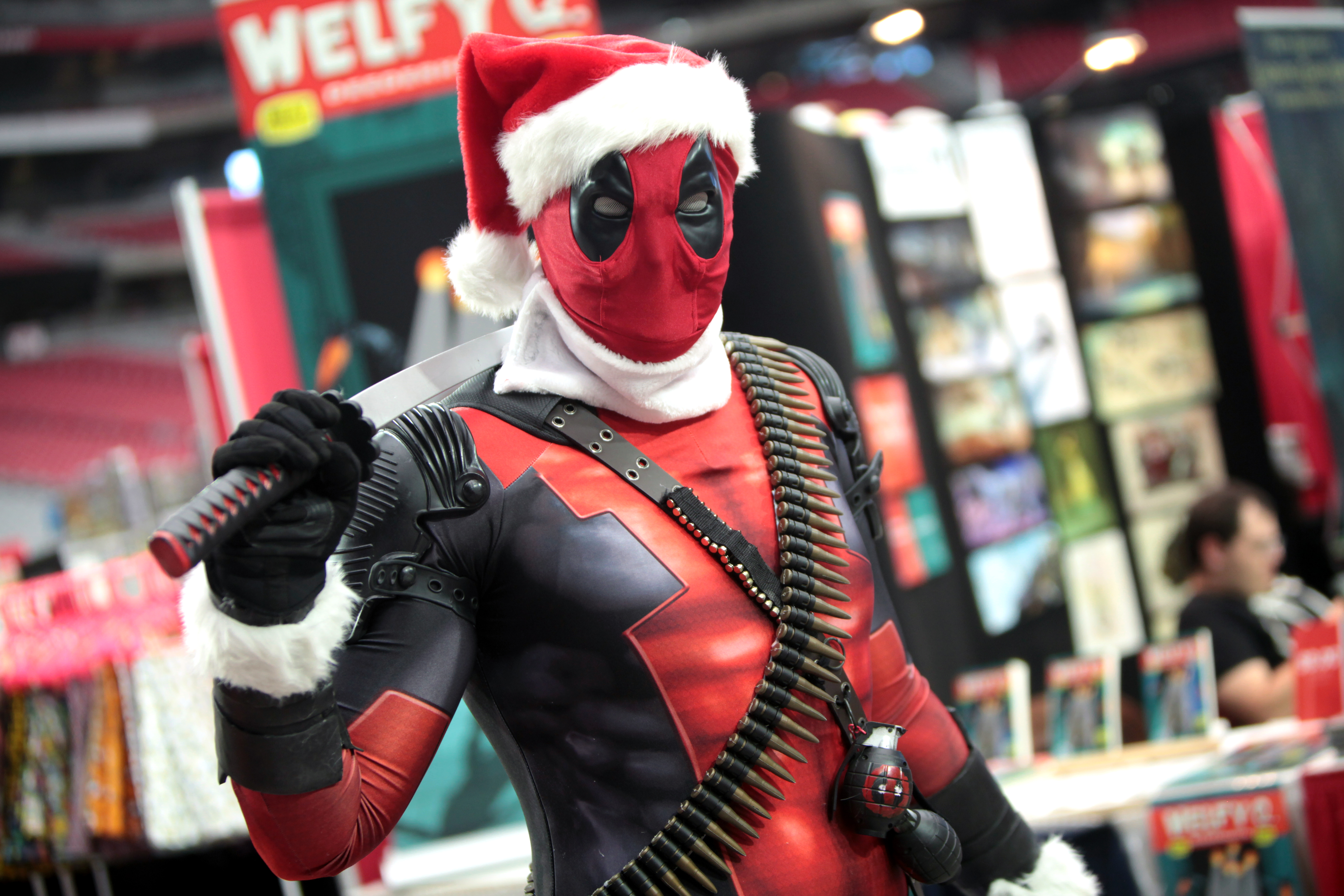
El personaje de Marvel Comics, Deadpool (cosplay) es un ícono moderno del «héroe negativo», que imparte justicia pero no tiene cualidades heroicas en sí mismo.

## Uso y significado
El uso actual de la palabra es reciente y su significado primario ha cambiado. En algunas instancias el antihéroe ha venido a referirse al protagonista de una obra cuyas acciones o motivos son cuestionables. Se le denomina protagonista antagónico. También es el protagonista desprovisto de las cualidades extraordinarias (belleza, integridad, valor…) con las que habitualmente se presentaba el héroe en los relatos épicos. El género narrativo de la novela picaresca fue el primero en introducir este tipo de personajes en la literatura europea y universal.
Ejemplos de novelas protagonizadas por antihéroes son La vida de Lazarillo de Tormes y de sus fortunas y adversidades, El ingenioso hidalgo don Quijote de La Mancha, Memorias del subsuelo y La naranja mecánica.
Ejemplos en los cómics son: Lobo, Cazadora, Lex Luthor, Spawn, Red Hood, Deadpool, Venom, Batman, Gatubela, Harley Quinn, The Darkness, Lobo Feroz de Fábulas, El Cazador de Aventuras de la serie argentina de historieta del mismo nombre, Wolverine, Black Cat, Namor, Mystique, Hulk, Nick Fury, Rorschach y la mayoría de los Watchmen, Guy Gardner, The Punisher, Magneto, los Guardianes de la Galaxia, Blade, Azrael Jessica Jones, Daimon Hellstrom, V, Alucard, Black Widow, Hulk, John Constantine de Hellblazer, Spider Jerusalem de Transmetropolitan, los dos Hawkeye, Daryl Dixon y Negan de The Walking Dead, Daredevil, Ghost Rider, Akira Fudō de Devilman, Light Yagami de Death Note y Vegeta de Dragon Ball.
Ejemplos en películas y series de televisión son: Robert McCall de la película The Equalizer, Mike Ehrmantraut de Breaking Bad, Arthur Bishop de The Mechanic, Deckard Shaw de Fast Furious, James Delaney en Taboo, Dexter Morgan en Dexter, Frank Martin de The Transporter, Han Solo, Lando Calrissian, El Mandaloriano, Boba Fett, Jack Reacher, Jack Sparrow de Piratas del Caribe, Bob Lee Swagger de Shooter y Tommy Shelby de Peaky Blinders, Terminator T-800 de Terminator.
Ejemplos en literatura: Don Quijote de la Mancha en su novela homónima, Ojoloco Moody en Harry Potter y Beorn en la novela El Hobbit.
Ejemplos en los videojuegos son: Kratos, John Marston, Arthur Morgan, Carl Johnson, Nathan Drake en Uncharted, Capitán Price, Soap, Ghost, Russell Adler de Call of Duty: Black Ops Cold War, la Orden de los Asesinos en Assassin's Creed, Claude Speed, Chosen Undead, Connor en Detroit: Become Human, Scorpion, Spawn, Shadow the Hedgehog, Wario, Postal Dude, etc.

## Características del antihéroe
Así, el antihéroe puede ser asocial, amoral, inteligente, poco ortodoxo, poco convencional, enajenado, cruel, atormentado, desagradable, pasivo, lamentable, obtuso o simplemente ordinario. Cuando el antihéroe es el personaje principal en una obra de ficción, la obra frecuentemente lidiará con el efecto que su atroz personaje tiene en aquellos a quienes conoce a lo largo de la narrativa. En otras palabras, un antihéroe es un protagonista que vive por la guía de su propia brújula moral, esforzándose para definir y construir sus propios valores, opuestos a aquellos reconocidos por la sociedad en la que vive. Adicionalmente, la obra puede representar cómo su personaje cambia a través del tiempo, a bien o a peor, ya sea tendiendo al castigo, alcanzando un éxito irónico y no heroico, u obteniendo la redención.
Además de estas «cualidades», hace falta nombrar que el antihéroe es de esta manera debido a que su pasado fue doloroso o cruel y que estas tragedias le dan origen a su personalidad y una perspectiva distinta a la de los héroes o villanos; puede decirse que el antihéroe vive más en la zona gris, como John Silver el Largo en La isla del tesoro de Robert Louis Stevenson, que hacía siempre planes jugando con dos barajas. Otras veces, un antihéroe puede tener intenciones malvadas o crueles por simplemente ser así de naturaleza, sin excusas. En ocasiones, el antihéroe puede incluso cumplir un rol de villano o viceversa, aunque eso depende mucho del tipo de obra.